# Lissodendoryx clavigera
Lissodendoryx clavigera är en svampdjursart som först beskrevs av Levinsen 1887.  Lissodendoryx clavigera ingår i släktet Lissodendoryx och familjen Coelosphaeridae.
Artens utbredningsområde är Norra Ishavet. Inga underarter finns listade i Catalogue of Life.